# Anthony Cowan Jr.
Anthony Cowan Jr., né le 7 octobre 1997 à Bowie au Maryland, est un joueur de basket-ball américain évoluant au poste de meneur.

## Biographie

### Carrière universitaire
Entre 2016 et 2020, il joue quatre saisons en université avec les Terrapins du Maryland.

### Carrière professionnelle
Il est automatiquement éligible à la draft 2020.

## Statistiques

### Universitaires
Les statistiques en matchs universitaires d'Anthony Cowan Jr. sont les suivantes :
| Saison    | Équipe   | Matchs | Titul. | Min./m | % Tir | % 3pts | % LF | Rbds/m. | Pass/m. | Int/m. | Ctr/m. | Pts/m. |
| --------- | -------- | ------ | ------ | ------ | ----- | ------ | ---- | ------- | ------- | ------ | ------ | ------ |
| 2016-2017 | Maryland | 33     | 33     | 29,0   | 42,4  | 32,1   | 76,9 | 3,91    | 3,73    | 1,21   | 0,15   | 10,30  |
| 2017-2018 | Maryland | 32     | 32     | 37,0   | 42,2  | 36,7   | 84,8 | 4,38    | 5,12    | 1,50   | 0,31   | 15,75  |
| 2018-2019 | Maryland | 34     | 34     | 34,6   | 39,3  | 33,7   | 80,6 | 3,71    | 4,41    | 0,91   | 0,21   | 15,62  |
| 2019-2020 | Maryland | 31     | 31     | 34,7   | 39,0  | 32,2   | 81,1 | 3,65    | 4,74    | 0,97   | 0,16   | 16,32  |
| Total     |          | 130    | 130    | 33,8   | 40,5  | 33,8   | 81,1 | 3,91    | 4,49    | 1,15   | 0,21   | 14,47  |

## Palmarès

### Universitaires
- First-team All-Big Ten (2020)
- Second-team All-Big Ten (2019)
- Third-team All-Big Ten (2018)